# Paco Martínez
Francisco Martínez Díaz, plus connu comme Paco Martínez, né le 6 janvier 1954 à Grenade (Andalousie, Espagne), est un footballeur espagnol qui jouait au poste de milieu de terrain.

## Carrière
Après avoir joué au FC Barcelone B entre 1974 et 1978, Paco Martínez débute en championnat d'Espagne avec l'équipe première du FC Barcelone le 30 septembre 1978 face au Racing de Santander.
Il joue quatre saisons avec Barcelone (1978-1982) avec qui il remporte deux Coupes des coupes (1979 et 1982) et une Coupe d'Espagne en 1981.
En 1982, il est recruté par l'UD Salamanque. Il joue ensuite à Majorque, Murcie et Figueres où il prend sa retraite de joueur en 1988.

## Palmarès
- Vainqueur de la Coupe d'Europe des vainqueurs de coupe en 1979 et 1982 avec le FC Barcelone
- Vainqueur de la Coupe d'Espagne en 1981 avec le FC Barcelone